# الكوردايتية
الكورداية (الاسم العلمي: Cordaitaceae)، وهي فصيلة منقرضة من المخروطيات. وقد أطلق عليها تلك التسمية نسبة إلى عالم النبات التشيكي وطبيب الفطريات أغسطس كارل جوزيف كوردا [الإنجليزية].
كانت المخروطيات من هذه الفصيلة شائعة في العصر الفحمي وفي العصر البرمي.